# Radiotelefoni

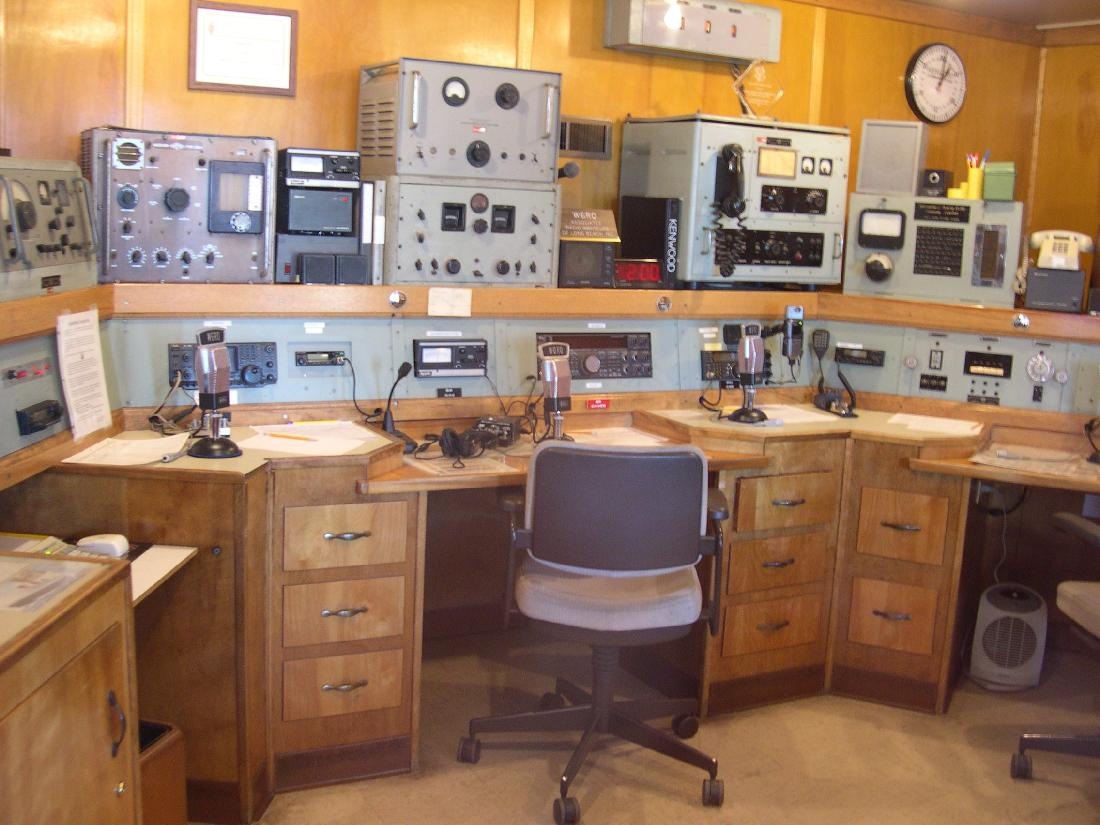
Radiohytten på atlantångaren RMS Queen Mary.

Radiotelefoni var från början en vidareutveckling av radiotelegrafi, så att man kunde överföra tal (prat). Radiotelefoni används allmänt till exempel för kommunikationsradio inom sjö- och luftfart samt vid efterspaning, jakt och i andra sammanhang där rörliga patruller skall kunna ha kontakt med varandra. En ny tillämpning av radiotelefoni är mobiltelefoni.
Radiotelefoni utan mobiltelefoner är lämpligt då de samtalande befinner sig tillräckligt nära varandra för direkt radiokontakt. Mobiltelefoni kräver att basstationer finns inom radioräckvidden, vilket i allmänhet inte är fallet på öppet hav och inte heller alltid i svår terräng utanför tätorterna. Vid traditionell radiotelefoni är också de enskilda samtalen i allmänhet gratis. En ytterligare fördel i vissa sammanhang, såsom vid navigering i trånga farleder, nödtrafik, efterspaning och jakt är att alla inom hörhåll kan följa samtalen. I andra sammanhang kan det vara en nackdel.